# Agnete Vienberg Hansen
Agnete Vienberg Hansen (født 1997) var formand for Danske Skoleelever DSE i perioden april 2013 - april 2014. Før valget som formand for DSE, havde hun posten som formand for DSE's region Hovedstaden fra 2012 til 2013 og inden da, havde hun et år siddet som medlem af regionsbestyrelsen for Region Hovedstaden.
Hun har tidligere gået på Frederik Barfods Skole på Frederiksberg hvorfra hun tog afgangsprøven efter 9. klasse i sommeren 2013. Hun var tillige formand for elevrådet på samme skole.
Agnete Vienberg Hansen har personlige erfaringer med skolegang i såvel Vietnam som i USA. Efter sin tid som formand for DSE gik hun på Københavns åbne Gymnasium fra 2014 til 2017, og efterfølgende er hun begyndt på økonomistudiet på Københavns Universitet.
Agnete Vienberg Hansen var en af de 18 unge kandidater der blev udtaget til DM i debat 2013.

## Fodnoter og henvisninger
1. ↑  Pupil GF'13 (april 2013), side 8
2. ↑  DR Nyheder - Portræt: "Skoleelevernes formand er træt af at gå i skole"
3. ↑  Benjamin Krasnik: "Veltalende talsmand for danske skoleelever", Kristeligt Dagblad, 29. april 2013
4. ↑  René Mølskov: "De unikke unge mennesker", Valby Bladet, 25. januar 2017 (sektion 1, s. 6)
5. ↑  Uddannelser på KU - Bacheloruddannelser. Guide til studievalg og optagelse - Bachelor i økonomi - Økonomi ≥ Studieliv - "Agnete Vienberg Hansen fortæller om studielivet på økonomi". Hentet 14. april 2019
6. ↑  "Maj 2013, DUF og Politiken inviterer til ordduel". Arkiveret fra originalen 25. februar 2014. Hentet 22. maj 2013.